# Châlus
Châlus là một xã trong vùng Nouvelle-Aquitaine, thuộc tỉnh Haute-Vienne, quận Limoges, tổng Châlus. Tọa độ địa lý của xã là 45° 39' vĩ độ bắc, 00° 58' kinh độ đông. Châlus nằm trên độ cao trung bình là 400 mét trên mực nước biển, có điểm thấp nhất là 310 mét và điểm cao nhất là 444 mét. Xã có diện tích 27,98 km², dân số vào thời điểm 1999 là 1759 người; mật độ dân số là 62 người/km².

## Thông tin nhân khẩu
| 1962  | 1968  | 1975  | 1982  | 1990  | 1999  |
| ----- | ----- | ----- | ----- | ----- | ----- |
| 2.042 | 2.163 | 2.334 | 2.074 | 1.907 | 1.759 |